# Aboudeïa
Aboudeïa (arabisch أبو ديا, auch Aboudéia) ist eine Stadt des Tschad im Département Aboudeïa, Provinz Salamat.

## Geografische Lage
Die Stadt liegt im Südosten des Tschad, nördlich des Wadi Korom, westlich des Wadi Avis, 508 Meter über dem Meeresspiegel. Aboudeïa liegt etwa 456 Kilometer ostsüdöstlich von der Hauptstadt N’Djamena entfernt.

## Klima
Das Klima der Stadt wird als semiarides Klima (BSh in der Köppen-Geiger-Klassifikation) bezeichnet. Die durchschnittliche Jahrestemperatur beträgt 27,9 °C. Die Durchschnittstemperatur des kältesten Monats (Januar) beträgt 25,3 °C, die des wärmsten (April) 31,9 °C. Die geschätzte ganzjährige Niederschlagsmenge beträgt 772 mm. Die Niederschlagsmenge ist im Laufe des Jahres ungleichmäßig verteilt, der meiste Niederschlag fällt in der Zeit von Mai bis Oktober. Die größte Niederschlagsmenge fällt im August (250 mm).

## Bevölkerung
Im Jahr 1993 betrug die Bevölkerungszahl von Aboudeïa 4086; im Jahr 2009 waren es bereits 7523 Einwohner.

## Verkehr
Die Asphaltierung der Straßenverbindung Am Timan–Aboudeïa–Mongo verzögerte sich mehrere Jahre, im März 2023 wurden schließlich konkrete Daten für einen Baubeginn bekanntgegeben. Nordöstlich außerhalb der Stadt liegt der Flugplatz Aboudeïa, der jedoch über keine definierte Start- und Landebahn verfügt.